# Ys III: Wanderers from Ys
Ys III: Wanderers from Ys est un jeu vidéo de type action-RPG sorti en 1989 sur PC-88, PC-98 et MSX 2. Il sortira par la suite sur  X68000, PC-Engine CD, Super Nintendo, Famicom, Mega Drive et PlayStation 2. Le jeu a été développé par Nihon Falcom,,.

## Rééditions
- 24 mars 1990 - X68000 uniqument au Japon ;
- 22 mars 1991 - PC-Engine CD-ROM ;
- 21 juin 1991 - Super Nintendo ;
- 27 septembre 1991 - Famicom uniquement au Japon ;
- 01 novembre 1991 - Mega Drive ;
- 24 mars 2005 - PlayStation 2 uniquement au Japon.